# Ulrica Catharina Stromberg
Ulrica Catharina Stromberg, född Lewenhaupt 1710, död 1777, var en svensk grevinna och hovfunktionär. Hon var överhovmästarinna 1754–1761 och tillfällig hovmästarinna hos Sofia Magdalena 1766.

## Biografi
Ulrica Catharina Stromberg var dotter till generalmajoren greve Carl Julius Lewenhaupt och dennes andra hustru, friherrinnan Christina Gustaviana Horn af Marienborg, och gifte sig 1732 med riksrådet greve Claes Stromberg. Hon var hovfröken hos Ulrika Eleonora från 1726 till 1732.
År 1754 efterträdde hennes make, Claes Stromberg, Carl Gustaf Tessin som tronföljarens guvernör, och senare samma år efterträdde hon själv Tessins maka Ulla Tessin som överhovmästarinna hos Lovisa Ulrika. Hon behöll posten fram till att hon lämnade hovet 1761.
Stromberg blev 1766 utsedd att tjänstgöra som tillfällig överhovmästarinna för Sofia Magdalenas hov vid dennas ankomst till Sverige inför sitt bröllop.  Stromberg ingick då som chef för den hovstat som välkomnade Sofia Magdalena i Helsingborg, och sedan följde henne på resan upp genom landet till det svenska hovet och bröllopet i Stockholm. Hon blev mycket omtyckt av Sofia Magdalena, som under sin första tid i Sverige, enligt Ulla Sparre, vid upprepade tillfällen talade berömmande med andra om henne, och under de följande åren flera gånger förgäves försökte få tillstånd att besöka henne. Hon avlöstes på sin post när en permanent överhovmästarinna, Anna Maria Hjärne, biträdd av Ernestine Palmfelt.
Stromberg var också inblandad i Gustav III:s äktenskapsproblem. Under revolutionen 19 augusti 1772 vistades Sofia Magdalena på Ekolsund. Då hon meddelades om revolutionen, ska hon ha anförtrott Anna Maria Hjärne att hon var rädd för att nu bli förskjuten, eftersom hon visste att hon inte var omtyckt av Gustav, inte hade fött något barn, och att hon misstänkligjordes i hans ögon. Detta blev Gustav underrättad om, något som ledde till en konflikt. På en bal på Ekolsund ska Gustav sedan ha anförtrott Axel von Fersen d.ä., att han planerade att förskjuta henne för danskvänliga intriger och äktenskapsbrott med riksrådet Fredrik Ribbing och danska legationssekreteraren baron Rosencrone. Fersen avrådde honom, påpekade att de enda orsakerna till att misstänka henne för danksvänlighet var hennes tillgivenhet för sina danska kammarfruar, och att hon som försummad hustru inte kunde förebrås för att hon tyckte om Ribbings komplimanger, något som inte var tillräckligt skäl att misstänka henne för äktenskapsbrott. Hennes kontakter med Rosencrone ska ha handlat om att han förmedlade hennes brev till Danmark. Ribbing hade under denna tidpunkt ofta setts i drottningens sällskap och smickrat henne, något som av Hjärne inför kungen hade beskrivits som äktenskapsbrott. Ribbing ska ha fått drottningen att skratta bland annat genom att karikera Hjärne. Hjärne talade då om för Gustav III att drottningen var gravid "och riksrådet Ribbing är hennes favorit".
Gustav III hade då gett i uppdrag åt Stromberg, som var mycket omtyckt av Sofia Magdalena, att undersöka anklagelserna och försöka ta reda på hur sanningesenliga de var. Stromberg hade inte kunnat förmå sig att ta upp det med Sofia Magdalena själv, men hon frågade kammarfrun Charlotta Hellman (1752–1812), från vilken hon enligt Hedin fått "upplysningar, som inte voro tvetydiga, i synnerhet som just då de klarast bevis kunde hämtas av drottningens linne".
 Då Adolf Fredrik Munck åstadkom försoningen mellan kungaparet 1775, ska Gustav III ha bett Sofia Magdalena om ursäkt för att han satt tilltro till denna historia.